# Università pedagogica statale di Russia Herzen
L'Università pedagogica statale di Russia Herzen (in russo: Российский государственный педагогический университет имени А. И. Герцена; brevemente Herzen) è un'università pedagogica russa con sede a San Pietroburgo.
L'università, fondata nel 1797 dall'imperatore russo Paolo I, è oggi uno dei più grandi istituti educativi della Russia con oltre 18.000 studenti. L'istituto prende il nome dal filosofo, scrittore e pubblicista russo Aleksandr Ivanovič Gercen translitterato Herzen.